# نظریه بازی فرگشتی
نظریه بازی فرگشتی (انگلیسی: Evolutionary game theory (EGT)) به شاخه‌ای از نظریه بازی گفته می‌شود که به بررسی رفتارهای جانداران در جمعیت‌های در حال فرگشت می‌پردازد. این زیرشاخه از نظریه بازی‌ها در واقع مبحثی میان رشته‌ای است که با کمک ابزارهای ریاضی به مدل‌سازی مفاهیم رقابت در نظریهٔ داروین و زیست‌شناسی فرگشتی می‌پردازد. ایدهٔ کلی نظریه بازی فرگشتی در مقالهٔ سال ۱۹۷۲ جان مینارد اسمیت و جورج آر پرایس متولد می‌شود. معروف‌ترین مسئلهٔ بررسی شده در این زمینه، بازی شاهین-قمری یا Hawk-Dove است که معادل بازی جوجه در نظریه بازی کلاسیک می‌باشد.
تفاوت عمدهٔ نظریه بازی فرگشتی با نظریه بازی کلاسیک در این مسئله است که برخلاف نظریه بازی کلاسیک در اینجا همواره فرض می‌شود که استراتژی‌ها توسط بازیکنان به‌طور آگاهانه انتخاب نمی‌شوند بلکه به نوعی هر بازیکن نمایانگر یک نوع استراتژی ست که در مثال‌های زیستی توسط ژن آن گونه مشخص می‌شود و در هر بازی در واقع تعامل میان دو گونه از جمعیت مدل می‌شود. هدف بررسی توانایی هر بازیکن یا گونهٔ جانوری در بقا و تولید فرزند است. بررسی فرگشت در بستر نظریه بازی کمک کرده که پدیده‌هایی مانند رفتارهای همکارانه و نوع‌دوستانه میان جانداران، حمایت والدین از فرزندان یا گزینش زوج در گونه‌های جانوری بهتر توضیح داده شوند. این پدیده‌ها در گذشته همواره با ماهیت نظریه فرگشت داروین که گمان می‌رفت که بر پایهٔ منفعت شخصی بنا شده‌است، تناقض داشته‌اند.
مسئلهٔ دیگری که در زیست‌شناسی فرگشتی به آن پرداخته می‌شود، بحث دینامیک تغییرات در یک جمعیت در طول زمان است. به‌طوری که روند تغییرات در طول زمان در جمعیت مدل می‌شود.
با توجه به اینکه چارچوب‌های کلی بنا شده توسط نظریه بازی فرگشتی قابل تعمیم دادن به حوزه‌های دیگر نیز می‌باشند، اخیراً شاهد پیشرفت استفاده از نظریه بازی فرگشتی در زمینه‌هایی از قبیل اقتصاد، جامعه‌شناسی، انسان‌شناسی و علوم سیاسی هستیم. یکی از کاربردهای نظریه بازی فرگشتی در این زمینه، بازی جنگ فرسایشی است که برای مدل کردن رقابت‌های نظامی میان کشورها استفاده می‌شود.

## تاریخچه
اوّلین تلاش‌ها برای استفاده از مدل‌های نظریه بازی در زیست‌شناسی به رونالد فیشر نسبت داده می‌شود. رونالد فیشر در مقالهٔ سال ۱۹۳۰ خود سعی داشت که برابری تقریبی نسبت جمعیت نر و ماده را در گونه‌های جانوری مختلف توضیح دهد. او مشاهده کرده بود که در جمعیت‌هایی که نابرابری قابل توجهی در جمعیت نر و ماده وجود داشته باشد، سازوکارهایی منجر به تعدیل نسبت جمعیتی می‌شوند. نحوهٔ بررسی این مسئله توسط فیشر شباهت‌های زیادی به چارچوب‌های نظریه بازی‌ها دارد ولی او هیچگاه مشخّصاٌ اشاره ای به نظریه بازی نمی‌کند.
در سال ۱۹۶۱ ریچارد لوونتین اوّلین استفادهٔ آشکار از نظریه بازی را در زمینهٔ زیست‌شناسی فرگشتی می‌کند.
در سال ۱۹۷۲ جان مینارد اسمیت، مفهوم استراتژی پایدار فرگشتی را مطرح می‌کند و به نوعی این تاریخ، به عنوان تاریخ شکل‌گیری نظریه بازی فرگشتی شناخته می‌شود. مینارد اسمیت و جان پرایس مفاهیم مربوط به نظریه بازی را با کتاب فرگشت و نظریه بازی را گسترش داده و در گفتمان علمی در جریان درآوردند.

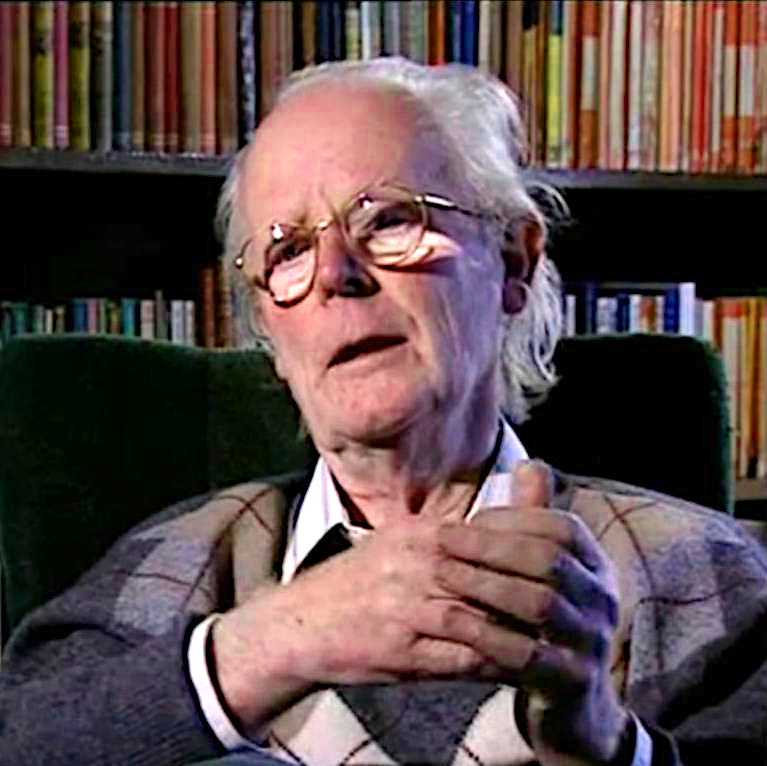
ابداع کنندهٔ نظریه بازی فرگشتی، جان مینارد اسمیت

در سال ۱۹۸۴، کتاب معروف رابرت اکسلراد با نام فرگشت همکاری اوّلین استفادهٔ گستردهٔ نظریه بازی فرگشتی در زمینهٔ علوم اجتماعی محسوب می‌شود. از این تاریخ کاربردهای گسترده‌ای برای نظریه بازی فرگشتی در زمینه‌هایی مانند اقتصاد یا علوم سیاسی و انسان‌شناسی کشف شده‌است.

## تعریف اصلی
مشابه نظریه بازی کلاسیک، در نظریه بازی فرگشتی نیز هدف مدل کردن تقابل و رقابت میان استراتژی‌ها با ابزارهای ریاضی است.
تفاوت اصلی نظریه بازی فرگشتی با نظریه بازی کلاسیک در این است که در نظریه بازی فرگشتی، افراد یا همان بازیکن‌ها تصمیم گیرنده‌های عقلایی نیستند که میان تعدادی استراتژی، هرکدام که سود بیشتری به آن‌ها بدهد را انتخاب کنند. بلکه هر شخص یا بازیکن یک استراتژی دارد و افراد مختلف با استراتژی‌های مختلف با هم رقابت می‌کنند. اینکه چه استراتژی غالب است، بر اساس تابع امتیاز یا تابع مطلوبیت تعیین می‌شود که در مسایل زیست‌شناسی فرگشتی با شانس بقا در فرد یا گونهٔ جانوری برابر است. پس بازیکن‌ها انتخاب‌کننده نیستند و صرفاً بر اساس استراتژی خود در حال رقابت با هم هستند.
در مسائل نظریه بازی فرگشتی، یک جمعیت متشکل از افراد مختلف با استراتژی‌های مختلف داریم که این افراد دو به دو با هم رقابت می‌کنند و نتیجهٔ رقابت نشان دهندهٔ شانس بقا در دو بازیکن است. هدف بررسی تغییرات در جمعیت در طول زمان است.
برای حل مسائل نظریه بازی فرگشتی می‌توان از نمودارهای جدولی مشابه با نظریه بازی کلاسیک استفاده کرد. در یک مسئلهٔ دو بازیکنه در نظریه بازی کلاسیک هر کدام از سطرها و ستون‌ها نمایندهٔ یک بازیکن واقعی هستند و هر سطر یا ستون نشان دهندهٔ استراتژی‌های هر بازیکن است؛ ولی در نظریه بازی فرگشتی سطر و ستون نمایندهٔ دو بازیکن خاص نیستند بلکه نمایندهٔ دو بازیکن هستند که به‌طور تصادفی از جمعیت بیرون کشیده شده و در حال رقابت با هم هستند. تعداد سطرها و ستون‌ها همواره برابر است و جدول نیز متقارن است، زیرا حالت‌های جاندار برای بازیکن اوّل و دوّم که به‌طور تصادفی انتخاب می‌شوند، یکسان هستند. جدول زیر برای نسخهٔ سادهٔ بازی شاهین-قمری کشیده شده‌است. به علت متقارن بودن بازی، فقط امتیاز بازیکن اوّل در خانه‌های جدول نوشته شده‌است. طبق جدول، دو نوع استراتژی در جمعیت داریم و دو بازیکن که به صورت تصادفی انتخاب می‌شوند، هرکدام می‌توانند شاهین یا قمری باشند پس از میان حالات ممکن برای رویارویی دو بازیکن ۴ حالت داریم که نتیجهٔ هرکدام در یک خانهٔ جدول آمده‌است.
| بازیکن دوّم                     | بازیکن دوّم                                          | بازیکن دوّم |            |
| ------------------------------ | --------------------------------------------------- | ---------- | ---------- |
| قمری                           | شاهین                                               |            | بازیکن اوّل |
| {\displaystyle V}              | {\displaystyle {\frac {1}{2}}{\Bigl (}V-C{\Bigr )}} | شاهین      | بازیکن اوّل |
| {\displaystyle {\frac {V}{2}}} | {\displaystyle 0}                                   | قمری       | بازیکن اوّل |

### استراتژی پایدار فرگشتی
استراتژی پایدار فرگشتی یا ESS نوعی نسخهٔ تعمیم یافتهٔ تعادل نش است و اگر توسط جمعیتی بکارگرفته شود، غیرقابل رسوخ خواهد بود، به این معنی که ورود دسته ای از گونه‌هایی که استراتژی ثانویه ای را نمایندگی می‌کنند، نمی‌تواند آن جمعیت را منقرض کند. انقراض یک دسته براساس مقدار تابع مطلوبیت آن یا همان شانس بقای آن در برابر دیگر استراتژی‌ها تعیین می‌شود. استراتژی پایدار فرگشتی یکی از دو شرط زیر را دارد:
- مقدار تابع مطلوبیت بازیکن اوّل در صورتی که بازیکن اوّل ودوّم ESS بازی کنند نسبت به حالتی که بازیکن دوّم ESS بازی کند و بازیکن اوّل ESS بازی نکند، اکیداً بیشتر باشد.
- یا اینکه مطلوبیت بازیکن اوّل در دو حالت ذکر شده برابر باشد ولی مطلوبیت بازیکن اوّل درصورتی که خود ESS بازی کند و بازیکن دوّم ESS بازی نکند از حالتی که هر دو ESS بازی کنند اکیداً بیشتر باشد.

به علّت متقارن بودن بازی، فرقی نمی‌کند که بررسی‌های ذکر شده را روی کدام بازیکن انجام می‌دهیم و می‌توان در دو خط بالا جای بازیکن اوّل و دوّم را در متن عوض کرد.
شرط اوّل همان شرط تعادل نش است. پس همان‌طور که گفته شد، استراتژی پایدار فرگشتی حتماً تعادل نش نیز هست.

## دو رویکرد اصلی در نظریه بازی فرگشتی
به‌طور عمده دو رویکرد در نظریه بازی فرگشتی وجود دارد. اوّلی که در بیشتر طول حیات این نظریه رایج بوده و رویکرد مینارد اسمیت و جان پرایس است، عبارت است از تعریف یک استراتژی پایدار فرگشتی که بازی را در یک حالت پایدار و ایستا در نظر می‌گیرد و سعی می‌شود خصوصیات این حالت محاسبه و بررسی شود. این استراتژی می‌تواند خالص یا مخلوط باشد. استراتژی خالص به حالتی گفته می‌شود که هر بازیکن یک استراتژی از میان حالات جاندار را انتخاب کند. در حالت استراتژی مخلوط، بازیکن تابع توزیع احتمالی به استراتژی‌های ممکن نسبت می‌دهد و بر اساس این توزیع از میان استراتژی‌ها انتخاب می‌کند. در این رویکرد به مکانیسم رخ دادن تغییرات در طول زمان توجهی نمی‌شود و فقط حالت پایدار نهایی مد نظر است. در رویکرد دوّم، مدلی ساخته می‌شود که دینامیک رخ دادن تغییرات در طول زمان را توضیح می‌دهد. به این شکل که تغییر در جمعیت نمایندهٔ هر استراتژی در طول زمان بررسی می‌شود و در نهایت نیز در صورت وجود، به حالتی ایستا می‌رسیم که در رویکرد اوّل به دنبال آن می‌گشتیم. مشخص است که رویکرد دوّم کامل تر بوده و اخیراً با پیشرفت کامپیوترها و ممکن شدن شبیه‌سازی‌های پیچیده، توجه بیشتری به آن می‌شود.

### پایداری فرگشتی و بازی شاهین-قمری
از بازی شاهین-قمری می‌توان به عنوان بهترین مثال برای بررسی رویکرد اوّل یاد کرد. این بازی که برای اوّلین بار توسط مینارد اسمیت و جان پرایس مدل شد، دربارهٔ رقابت دو جاندار بر سر یک منبع با ارزش مشخص است. طبق نظریه فرگشت داروین جانداران برای بقا با هم رقابت دارند و انتخاب طبیعی به جانداران قدرتمندتر اجازهٔ ادامهٔ نسل می‌دهد. بر اساس این نظریه پیش‌بینی می‌شد که رفتار غالب در طبیعت باید رفتار تهاجمی باشد به طوری که هر جاندار تا پای مرگ با جانداران دیگر بر سر منابع و زنده ماندن مبارزه کند. در صورتی که مشاهدات نشان می‌دهند در بسیاری از موارد جانداران هنگام رقابت با هم بر سر منابع، نه تنها رفتار تهاجمی نشان نمی‌دهند بلکه کاملاً منفعلانه عمل می‌کنند. اوّلین توضیحی که برای این مسئله داده شد، توسط کنراد لورنتس با عنوان انتخاب طبیعی در سطح گروهی بود، به این معنی که فرگشت در بسیاری از موارد نه در سطح فردی بلکه در سطح گروهی و گونه‌های جانوری رخ می‌دهد. به این شکل که جانداران در طول زمان رفتارهایی را دنبال می‌کنند که برای گونهٔ جانوری خود و نه لزوماً برای فرد بهینه است. مینارد اسمیت و جان پرایس برای توضیح این پدیده رویکرد متفاوتی داشتند و از نظریه بازی استفاده کرده و رقابت‌های جانوری را به صورت بازی شاهین-قمری مدل کردند. همان‌طور که گفته شد این بازی دربارهٔ رقابت دو جاندار بر سر یک منبع با ارزش مشخص است. این دو جاندار می‌توانند رفتار تهاجمی از خود نشان بدهند یا اینکه از خود رفتار منفعلانه نشان دهند. شاهین و قمری نیز به نوعی نماد این دو طرز رفتار هستند. در صورتی که هر دو جاندار رفتار تهاجمی یا شاهین گونه از خود نشان دهند، با احتمال برابر یکی از آن‌ها برنده می‌شود و منبع مورد مناقشه از آن او می‌شود و یکی از آن‌ها می‌بازد و باید هزینه ای را پرداخت کند. در صورتی که یک جاندار با رفتار تهاجمی به یک جاندار منفعل بر بخورد، تمامی منبع بدون هیچ هزینه ای از آن جاندار تهاجمی می‌شود و طرف منفعل منفعتی کسب نمی‌کند. در صورتی که دو جاندار منفعل به مصاف هم بروند، هیچگونه درگیری رخ نمی‌دهد و هر دو منبع مورد نظر را به شکل برابر به‌طور مشترک مصرف می‌کنند. جدول زیر مربوط به این بازی است. در اینجا ارزش منبع مورد مناقشه V و هزینهٔ مبارزه C می‌باشد.
| بازیکن دوّم                     | بازیکن دوّم                                          | بازیکن دوّم |            |
| ------------------------------ | --------------------------------------------------- | ---------- | ---------- |
| قمری                           | شاهین                                               |            | بازیکن اوّل |
| {\displaystyle V}              | {\displaystyle {\frac {1}{2}}{\Bigl (}V-C{\Bigr )}} | شاهین      | بازیکن اوّل |
| {\displaystyle {\frac {V}{2}}} | {\displaystyle 0}                                   | قمری       | بازیکن اوّل |

البته جدول بالا به فقط یک رویارویی می‌پردازد و منفعت رسیده به هر دسته از جانداران بستگی به فراوانی هر دسته نسبت به کل جمعیت دارد. طبق تعریف داده شده از استراتژی پایدار فرگشتی می‌توان با قاطعیت گفت که استراتژی قمری هیچ‌گاه ESS نیست. در صورتی که ارزش منبع مورد مناقشه بزرگتر از هزینهٔ مبارزه باشد، بازی یک تعادل خالص دارد که همان حالت شاهین-شاهین است. این نتیجه به این معنی است که یک جمعیت از جانداران با رفتار تهاجمی یا شاهین‌گونه همواره از نظر فرگشتی پایدار است و یک جمعیت از جانداران با رفتار منفعلانه یا قمری‌گونه از نظر فرگشتی ناپایدار است، به این معنی که در صورتی که تعداد کمی شاهین به این جمعیت وارد شود، می‌توانند همواره با شکست دادن قمری‌ها آن‌ها را در طول زمان منقرض کنند. در صورتی که هزینهٔ مبارزه از ارزش منبع مورد مناقشه بیشتر باشد، بازی تعادل خالص که ESS باشد، ندارد و فقط تعادل مخلوط دارد. به شکلی که در حالت پایدار فرگشتی احتمال شاهین بودن هر بازیکن برابر با {\displaystyle {\frac {V}{C}}} می‌باشد، یعنی جمعیتی که نسبت {\displaystyle {\frac {V}{C}}}آن شاهین باشد و بقیهٔ آن قمری، از نظر فرگشتی پایدار است و این نتیجه‌گیری به نوعی توضیح دهندهٔ رفتارهای مشاهده شده از بسیاری از جانداران در طبیعت است.

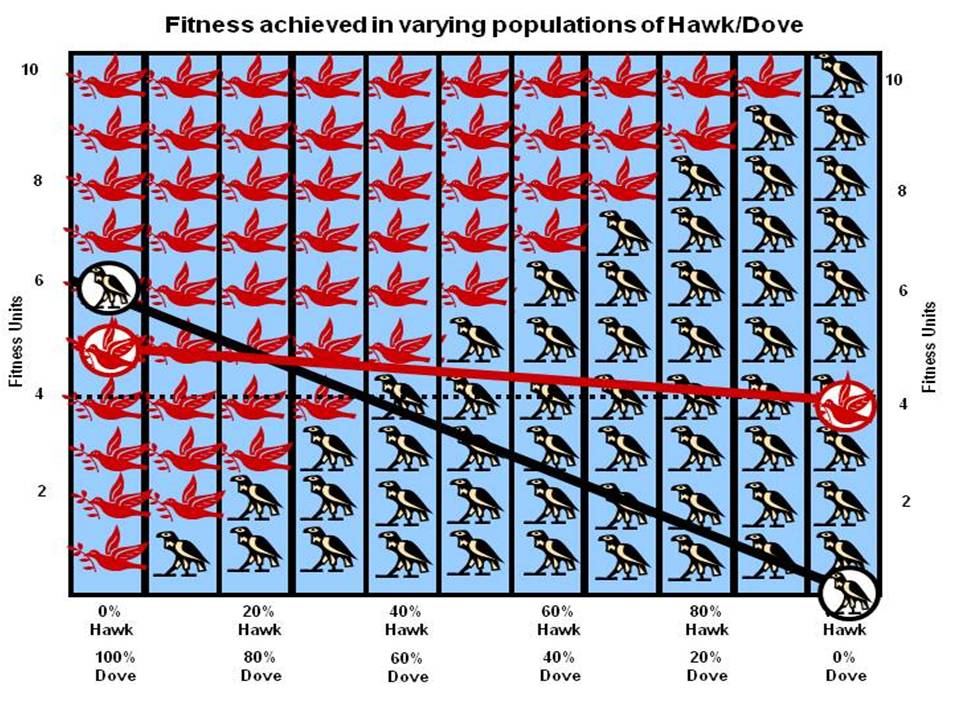
یک مثال از بازی شاهین-قمری برای V برابر با ۲ و C برابر با ۱۰

#### جنگ فرسایشی
در بازی جنگ-فرسایشی، مشابه بازی شاهین-قمری رقابت میان دو طرف بر سر یک منبع مدل می‌شود با این تفاوت که این منبع را نمی‌توان به اشتراک گذاشت و اینجا برنده تمامی منبع را صاحب می‌شود. در اینجا هر بازیکن می‌تواند مقداری هزینه کند و هر که مقدار بیشتری هزینه کند برنده است. این هزینه را می‌توان در موقعیت‌های واقعی به زمان تشبیه کرد. در بسیاری از مناقشات میان کشورها، ممکن است دو کشور هیچ برتری که بتواند منجر به پیروزی قاطع و سریع شود، نداشته باشند. در نتیجه مناقشهٔ میان دو کشور به یک جنگ فرسایشی طولانی تبدیل می‌شود که طرفی در آن برنده می‌شود که بتواند مدّت طولانی تری در این وضعیت دوام بیاورد. در اینجا ولی فرض می‌شود که هر بازیکن توانایی هزینه کردن هر مقدار از منبع مورد نظر را داشته باشد ولی باید توجه شود که با توجه به محدود بودن ارزش منبع مورد مناقشه، صرف کردن هزینه‌های بالاتر از ارزش منبع نامطلوب است. این بازی دقیقاً مشابه یک مزایده است.
مشخص است در این بازی هیچ استراتژی غالب یا استراتژی پایدار فرگشتی به فرم خالص وجود ندارد. زیرا در اینصورت استراتژی بازی شده توسط برنده در یک دور توسط یک استراتژی که در آن بازیکن مقدار کمی بیشتر هزینه می‌دهد، در دور بعد شکست داده می‌شود. این بازی تنها تعادل مخلوط دارد به‌طوری که هر بازیکن با توجه با یک تابع توزیع احتمال هزینه می‌کند. این تابع توزیع توسط پارکر و تامپسون به صورت زیر بدست آمد:
{\displaystyle p(x)={\frac {\exp(-x/V)}{V}}}

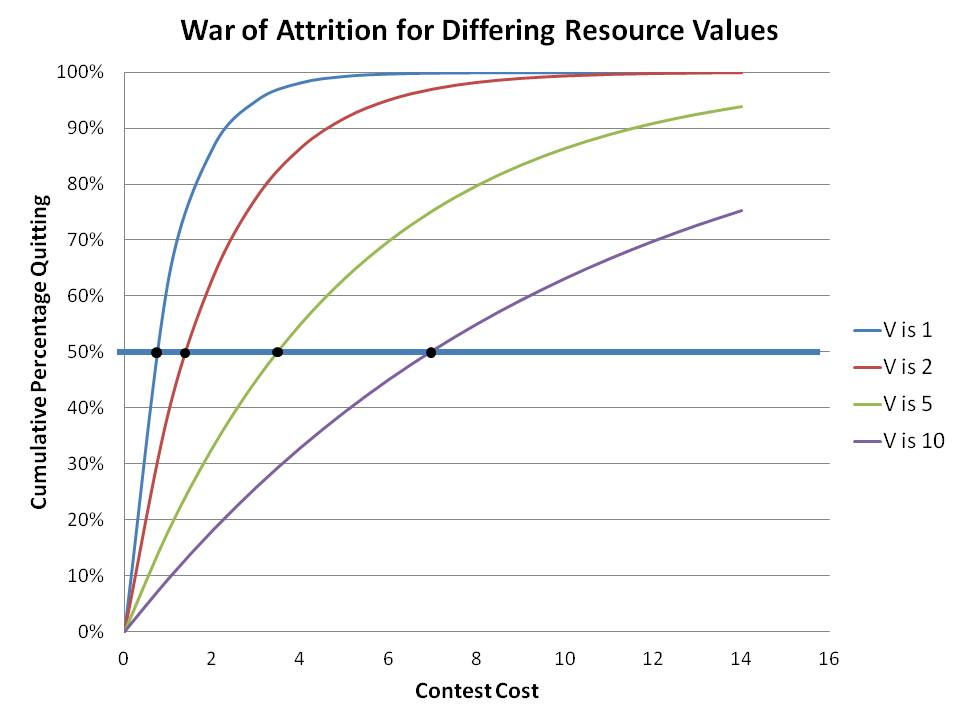
میزان هزینه ای که به‌طور میانگین نصف جمعیت حاضرند در بازی جنگ فرسایشی بکنند بر حسب ارزش‌های مختلف برای منبع مورد مناقشه

اگر جمعیتی داشته باشیم که طبق این استراتژی بازی بکنند، می‌توان نسبت جمعیت که با هزینهٔ m از رقابت صرف نظر می‌کنند را به صورت رابطه زیر بدست آورد. همان‌طور که در نمودار هم نمایان است هرچه ارزش منبع مورد مناقشه بیشتر باشد، بازیکن‌ها مقدار بیشتری حاضرند هزینه کنند.
{\displaystyle p(m)=1-\exp(-{\frac {m}{V}})}

### دینامیک تغییرات در جمعیت
رویکرد دوّم که به دنبال توضیح دینامیک تغییرات در جمعیت و نه فقط حالت تعادلی پایانی است، اوّلین بار توسط تیلور و جانکر در سال ۱۹۷۸ و سپس زیمن در سال ۱۹۷۹ با نام دینامیک تکثیر یا Replicator Dynamics ارائه شد. در این رویکرد سعی می‌شود با معدلات ریاضی سیر تغییرات در فراوانی گونه‌های متفاوت با استراتژی‌ها متفاوت در جمعیّت در طول زمان توضیح داده شود.

قوانین حاکم بر دینامیک تکثیر باعث می‌شود جمعیت هر دوره بر اساس جمعیت دورهٔ قبل و قوانین بازی‌های دوبه‌دو تعیین شود

#### معمای زندانی
برای بررسی این رویکرد می‌توان به بازی معروف معمای زندانی پرداخت. در حالت پایه ای این بازی فرض می‌شود دو بازیکن داریم که هر دو زندانی هستند و هرکدام می‌توانند از میان استراتژی‌های همکاری یا نقض همکاری در راه منفعت شخصی یکی را انتخاب کنند. در صورتی که هر دو همکاری کنند، نتیجهٔ R را کسب کرده، در صورتی که یکی همکاری و دیگری نقض همکاری را انتخاب کند به ترتیب نتیجه‌های S و T کسب می‌شود و در نهایت اگر هر دو به نقض همکاری دست بزنند نتیجهٔ P و P گیر هردو بازیکن می‌آید. در اینجا رابطهٔ T> R> P> S همواره برقرار است. در جدول زیر این بازی ساده مدل شده‌است.
| بازیکن دوّم | بازیکن دوّم | بازیکن دوّم |            |
| ---------- | ---------- | ---------- | ---------- |
| نقض همکاری | همکاری     |            | بازیکن اوّل |
| S,T        | R,R        | همکاری     | بازیکن اوّل |
| P,P        | T,S        | نقض همکاری | بازیکن اوّل |

واضح است که حالت نامطلوب نقض همکاری- نقض همکاری تنها تعادل نش بازی و تنها استراتژی پایدار فرگشتی این بازی است. در رویکرد دینامیک تکثیر هدف بررسی نرخ رسیدن جمعیت به ESS است. حال فرض می‌شود که یک جمعیت بزرگ متشکل از افراد داریم که هر کدام دو به دو با هم تعامل خواهند داشت و می‌توانند استراتژی همکاری و نقض همکاری را انتخاب کنند. افراد بر اساس نتیجهٔ کسب شده در هر دوره انتخاب خود را در دورهٔ بعد اصلاح می‌کنند. {\displaystyle p_{c}} و {\displaystyle p_{d}} به ترتیب نسبت جمعیت هستند که استراتژی‌های همکاری و نقض همکاری را دنبال می‌کنند. فرض می‌شود {\displaystyle W_{C}}و {\displaystyle W_{D}}به ترتیب مطلوبیت کسب شده توسط این دو دسته هستندو {\displaystyle {\bar {W}}}میانگین وزن دار این دو می‌باشد. در هر دوره نیز نسبت جمعیت که استراتژی‌های همکاری و نقض همکاری را دنبال می‌کنند تابعی از مطلوبیت آن دسته و نسبت آن دسته در دورهٔ قبل به این شکل است:{\displaystyle p'_{c}={\frac {p_{c}W_{C}}{\bar {W}}},\qquad p'_{d}={\frac {p_{d}W_{D}}{\bar {W}}}}
در چنین شرایطی نرخ تغییر جمعیت هر گروه در هر دوره عبارت است از:
{\displaystyle {dp'_{c} \over dt}={\frac {p_{c}{\bigl (}W_{C}-{\bar {W}}{\bigr )}}{\bar {W}}},\qquad {dp'_{c} \over dt}={\frac {p_{d}{\bigl (}W_{D}-{\bar {W}}{\bigr )}}{\bar {W}}}}
به خاطر اینکه T> R و P> S می‌دانیم در هر دوره {\displaystyle W_{D}>{\bar {W}}>W_{C}}
پس مشخص است که نرخ تغییر نسبت جمعیت که همواره همکاری بازی می‌کنند، منفی و نرخ تغییر نسبت جمعیت که نقض همکاری را بازی می‌کند مثبت است، پس طی زمان جمعیت بازیکن‌هایی که همکاری بازی می‌کنند به سمت انقراض حرکت کی کند و همواره دسته ای که نقض همکاری را بازی می‌کنند در جمعیت کل غالب تر و غالب تر می‌شوند.

#### توضیح رفتارهای انسان‌ها
با استفاده از نظریه بازی فرگشتی بسیاری از ابعاد رفتار انسان سعی شده که توضیح داده شوند. مسائلی چون: نوع دوستی (فلچر و زوویک، ۲۰۰۷)، نوع‌دوستی (پیج و نواک، ۲۰۰۲ و فیشرمن، ۲۰۰۶)، فرهنگ (انکویست و گیرلاندا، ۲۰۰۷) و نظام‌های ارتباطی (برت، ۲۰۰۷).
به‌طور مثال اسکیرمز (۱۹۹۶) معتقد است شکل‌گیری تدریجی عدالت‌خواهی در انسان‌ها با نوعی مکانیسم فرگشتی قابل توضیح است. او در کتاب خود، فرگشت قراردادهای اجتماعی پس از یک مدل‌سازی سادهٔ ریاضی مسئلهٔ تقسیم کیک، نتیجه‌گیری می‌کند: می‌توان گفت در یک جمعیت متناهی و در زمان متناهی و در صورت وارد کردن مقداری المان‌های تصادفی در فرگشت میان جمعیت‌ها در زمان‌های مختلف، جمعیت به سمت یک وضعیت تعادلی می‌رود که تقسیم منابع میان افراد به‌طور برابر رخ می‌دهد. این می‌تواند شروعی برای توضیح مفهوم عدالت باشد.
البته توضیح بسیاری از این مسائل نیازمند ساده‌سازی‌های پیش از حد ریاضی است و کاملاً بستگی به این دارد که قوانین بازی و دینامیک تکثیر را ما چگونه با ریاضیات مدل می‌کنیم ولی همان‌طور که گفته شد مدل‌هایی وجود دارد که این مسائل را با آن‌ها بتوان توضیح داد.

## تفاوت با نظریه بازی کلاسیک
با اینکه نظریه بازی فرگشتی برای توضیح بسیاری از مسائل در زیست‌شناسی فرگشتی استفاده شده‌است ولی کاربردهای آن در زمینه‌های مختلف علوم اجتماعی به‌طور تدریجی رو به افزایش است. تفاوت‌های نظریه بازی فرگشتی با نظریه بازی کلاسیک باعث شده بتوان بسیاری از کاستی‌های نظریه بازی کلاسیک را رفع کرد و با استفاده از آن موقعیت‌های واقعی بیشتری را مدل کرد. در ادامه به تعدادی از این کاستی‌ها اشاره می‌شود.

### مسئلهٔ تعادل‌های مخلوط و خالص و بازی سنگ-کاغذ-قیچی
در نظریه بازی کلاسیکی همواره برای بازی‌هایی غیرهمکارانه تعادل مخلوط پیدا می‌شود ولی در بسیاری از موارد، بازی‌ها تعادل‌های خالص ندارند. در نظریه بازی کلاسیکی فرض می‌شود که بازیکن‌ها توانایی بازی کردن استراتژی‌های مخلوط را هم علاوه بر استراتژی‌های خالص دارند. در بسیاری از موارد واقعی مانند بسیاری از موقعیت‌ها در طبیعت بازیکن‌ها توانایی بازی کردن استراتژی‌های مخلوط را ندارند و فقط خالص بازی می‌کنند. به عنوان مثال می‌توان به بسیاری از جانداران در طبیعت اشاره کرد که فقط توان بازی کردن یک استراتژی را دارند که توسط ژنتیک آن‌ها تعیین می‌شود. پس در صورتی استراتژی‌های مخلوط را ممنوع کنیم برای پیش‌بینی نتیجهٔ بعضی بازی‌ها، نمی‌توان از نظریه بازی کلاسیک استفاده کرد.
معروف‌ترین مثال از چنین بازی‌هایی، بازی سنگ-کاغذ-قیچی است. این بازی همواره یک استراتژی تعادلی دارد که در آن با احتمال برابر یکی از ۳ حالت بازی می‌شوند. در جدول زیر می‌توان قوانین حاکم بر این بازی را دید. به علّت تقارن فقط امتیاز بازیکن اوّل در خانه‌های جدول آمده‌اند.
| بازیکن ۲ | بازیکن ۲ | بازیکن ۲ |      |          |
| -------- | -------- | -------- | ---- | -------- |
| قیچی     | کاغذ     | سنگ      |      | بازیکن ۱ |
| ۱        | ۱-       | ۰        | سنگ  | بازیکن ۱ |
| ۱-       | ۰        | ۱        | کاغذ | بازیکن ۱ |
| ۰        | ۱        | ۱-       | قیچی | بازیکن ۱ |

در صورتی که استفاده از استراتژی مخلوط ممنوع باشد، این بازی هیچ تعادلی ندارد و اصطلاحاً یک بازی ناپایدار است. در نظریه بازی کلاسیک این بازی‌ها را نمی‌توان تحلیل کرد. در نظریه بازی فرگشتی ولی می‌توان دربارهٔ تغییرات در طول زمان در این بازی‌ها صحبت کرد. فرض می‌کنیم جمعیتی داریم متشکل از ۳ دسته آدم که در هر دوره هرکدام فقط یک استراتژی را بازی می‌کنند. این افراد دو به دو با هم بازی می‌کنند و نتایج هر بازی بر اساس بازی دو بازیکنهٔ بالا تعیین می‌شود. نتیجهٔ بازی‌های دوبه‌دو و قوانین حاکم بر دینامیک تکثیر جمعیت مربوط به هر استراتژی را در دور بعد مشخص می‌کند. طبیعتاً جمعیت متناسب با هر دوره بستگی به نتایج بازی‌ها در دورهٔ قبل دارد به این شکل که جمعیت استراتژی‌هایی که در دورهٔ قبل بازنده بودند کم می‌شود و جمعیت استراتژی‌هایی که برنده بودند، افزایش می‌یابد. یک جمعیت از قیچی بازها می‌تواند توسط تعدادی سنگ باز به سمت انقراض برود و به همین ترتیب یک جمعیت از کاغذ بازها می‌توانند باعث انقراض سنگ بازها شوند و در نهایت یک جمعیت قیچی باز می‌تواند باعث انقراض کاغذ بازها شود و این چرخه همواره تکرار می‌شود. در نمودار زیر می‌توان فراوانی تجمعی هر گروه را در طول زمان دید.

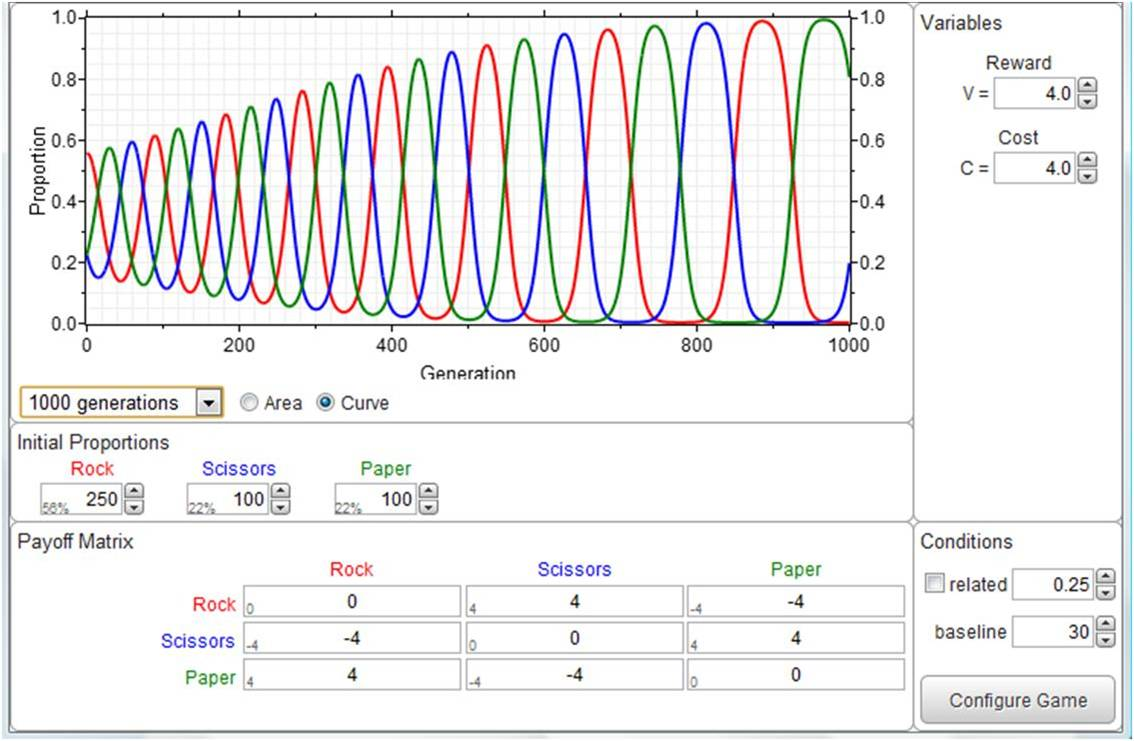
فراوانی تجمعی هر دسته بر حسب زمان در بازی سنگ-کاغذ-قیچی

چنین مکانیسمی در طبیعت نیز دیده می‌شود. گونهٔ خاصی از سوسمار وجود دارد که ۳ نوع فنوتایپ به شرح زیر دارد:
- گردن نارنجی‌ها به شدّت تهاجمی بوده و در قلمرو ی نسبتاً بزرگی فعالیت می‌کنند و با تعداد زیادی جنس مخالف در این قلمرو تولید مثل می‌کنند.[۲۶]
- گردن زرد به شدّت منفعل بوده و با تقلید رفتار و ظاهر مونّث‌ها، وارد قلمرو ی گردن نارنجی می‌شود و با تمامی جنس مخالف‌های آنجا به‌طور مخفیانه تولید مثل می‌کند.[۲۶]
- گردن آبی‌ها فقط با یک مونّث تولید مثل کرده و در یک محدودهٔ کوچک فعالیت می‌کنند و به شدّت از آن مراقبت می‌کنند. در نتیجه می‌توانند در برابر گردن زردها از خود دفاع کنند.[۲۶]

مکانیسم‌های حاکم بر بازی سنگ-کاغذ-قیچی در اینجا به‌طور کامل حاکم است. هر فنوتایپ این جانور در رقابت با یکی از فنوتایپ‌های دیگر پیروز است و در رقابت با دیگری شکست می‌خورد. جدول زیر این بازی را نشان می‌دهد.
| بازیکن ۲ | بازیکن ۲ | بازیکن ۲    |             |          |
| -------- | -------- | ----------- | ----------- | -------- |
| گردن آبی | گردن زرد | گردن نارنجی |             | بازیکن ۱ |
| ۱        | ۱-       | ۰           | گردن نارنجی | بازیکن ۱ |
| ۱-       | ۰        | ۱           | گردن زرد    | بازیکن ۱ |
| ۰        | ۱        | ۱-          | گردن آبی    | بازیکن ۱ |

چنین مکانیسمی مشابه بازی سنگ-کاغذ-قیچی منجر به چرخه‌های ۶ ساله می‌شود. به‌طوری که در طول ۶ سال ابتدا گردن نارنجی فنوتایپ غالب جمعیت می‌شود و سپس گردن زردها فنوتایپ غالب می‌شوند و در نهایت گردن آبی‌ها غالب می‌شوند و دوباره این چرخه تکرار می‌شود. گفته می‌شود که وقتی که مینارد اسمیت فهمیده چنین پدیده‌هایی در طبیعت وجود دارد گفته‌است: این جانداران حتماً کتاب من را خوانده‌اند!

### بازی‌های چند تعادله
بسیاری از بازی‌ها هستند که حل آن‌ها مارا به تعدادی تعادل مخلوط و خالص می‌رساند. اینکه بازیکن‌ها میان استراتژی‌های تعادلی، همواره کدام را انتخاب می‌کنند، خود مسئله ای است که در نظریه بازی کلاسیک برای آن راه‌حلی ارائه نمی‌شود. راه حل‌های متعددی برای این مسئله آورده شده که نظریهٔ نقطه کانونی توماس شیلینگ یکی از آن‌ها است. نظریه بازی فرگشتی نیز با مدل کردن روند رسیدن به تعادل با استفاده از دینامیک تکثیر خود می‌تواند راه حلی برای این مسئله ارائه دهد. می‌توان با شرایط اوّلیهٔ متفاوت، قیدی برای میل کردن به هر یک از تعادل‌ها بدست آورد.

### مسئلهٔ بازیکن‌های عقلایی
در نظریه بازی کلاسیک، همواره فرض می‌شود که بازیکن‌ها، تصمیم گیرنده‌های عقلایی هستند که همواره به دنبال ماکسیمم سازی سود خود هستند و میان استراتژی‌های جاندار اینگونه انتخاب می‌کنند. این فرض از تعریف اوّلیهٔ تابع مطلوبیت‌های خوش تعریف ناشی می‌شود که طی آن به هر بازیکن تابع مطلوبیتی نسبت داده می‌شود که ترایایی بوده و می‌توان با استفاده از اعداد ترجیحات بازیکن‌ها را مدل کرد. در واقعیت، در بسیاری از موارد این فرض صدق نمی‌کند و همواره مواردی در رفتارهای انسان‌ها وجود دارد که این فرض را نقض می‌کند. در نظریه بازی فرگشتی چنین فرضی وجود ندارد و همواره در بلند مدّت توانایی بقا تعیین کنندهٔ حالت پایدار است. این توانایی بقا می‌تواند تعریف‌های مختلفی با توجه به اینکه چه موضوعی دارد مدل می‌شود، داشته باشد. همچنین نظریه بازی فرگشتی با ممکن ساختن بازی‌های چند مرحله ای به‌طوری که بعد از هر مرحله جمعیت توانایی تغییر و بازنگری استراتژی خود را داشته باشد، امکان مدل‌سازی پدیدهٔ یادگیری را فراهم می‌کنند و بسیاری از تحوّلات در رفتارهای انسان‌ها به‌طور موفق با نظریه بازی فرگشتی مدل شده‌اند.

### نبود نظریه ای برای توضیح دینامیک تغییرات
در نظریه بازی کلاسیک که توسط فون نیومان و مورگنتسن تشریح شد، همواره بازی‌ها به صورت ایستا بررسی می‌شوند و حالت تعادلی با این فرض بدست می‌آید. رویکرد دوّم در نظریه بازی به‌طور صریح روند رخ دادن تغییرات را با تعریف مکانیسم‌های حاکم بر دینامیک تکثیر مدل می‌کند. البته در نظریه بازی کلاسیک، مدل کردن بازی‌ها به فرم گسترده امکان مدل کردن بازی‌های چند مرحله ای را می‌دهد ولی نقص این رویکرد در این مسئله است که بازیکن‌ها قبل از شروع بازی یک استراتژی کلی برای کل بازی دارند و توان اصلاح و تغییر استراتژی خود را در طول بازی ندارند که در نظریه بازی فرگشتی اینگونه نیست.